# Ligue 1 2017-2018
Ligue 1 2017-18 a fost cel de-al 80-lea sezon al Ligue 1, eșalonul principal de fotbal profesionist din Franța. Sezonul a început pe 4 august 2017 și se va încheia pe 20 mai 2018.

## Echipe
Douăzeci de echipe vor concura în ligă, cu trei echipe promovate din Ligue 2: Strasbourg (campioni Ligue 2), Amiens (Locul 2 Ligue 2) și Troyes (câștigător al playoff-ului de retrogradare împotriva lui Lorient), înlocuind cele trei echipe retrogradate din sezonul Ligue 1 2016-17: Bastia (terminat pe locul 20), Nancy (terminat pe locul 19) si Lorient (a pierdut play-offul de retrogradare impotriva lui Troyes).

### Stadioane și orașe
| Club          | Locație           | Stadion                 | Capacitate |
| ------------- | ----------------- | ----------------------- | ---------- |
| Amiens        | Amiens            | Stade de la Licorne     | 12,097     |
| Angers        | Angers            | Stade Raymond Kopa      | 17,835     |
| Bordeaux      | Bordeaux          | Matmut Atlantique       | 42,115     |
| Caen          | Caen              | Stade Michel d'Ornano   | 20,453     |
| Dijon         | Dijon             | Stade Gaston Gérard     | 18,376     |
| Guingamp      | Guingamp          | Stade du Roudourou      | 18,378     |
| Lille         | Villeneuve-d'Ascq | Stade Pierre-Mauroy     | 50,157     |
| Lyon          | Décines-Charpieu  | Parc OL                 | 59,186     |
| Marseille     | Marseille         | Orange Vélodrome        | 67,394     |
| Metz          | Metz              | Stade Saint-Symphorien  | 25,636     |
| Monaco        | Monaco            | Stade Louis II          | 18,523     |
| Montpellier   | Montpellier       | Stade de la Mosson      | 32,939     |
| Nantes        | Nantes            | Stade de la Beaujoire   | 37,473     |
| Nice          | Nice              | Allianz Riviera         | 35,624     |
| PSG           | Paris             | Parc des Princes        | 48,583     |
| Rennes        | Rennes            | Roazhon Park            | 29,778     |
| Saint-Étienne | Saint-Étienne     | Stade Geoffroy-Guichard | 41,965     |
| Strasbourg    | Strasbourg        | Stade de la Meinau      | 29,230     |
| Toulouse      | Toulouse          | Stadium Municipal       | 33,150     |
| Troyes        | Troyes            | Stade de l'Aube         | 20,420     |

### Personal și sponsori
| Echipă              | Antrenor             | Căpitan             | Producător echipament | Sponsor tricou                                         |
| ------------------- | -------------------- | ------------------- | --------------------- | ------------------------------------------------------ |
| Amiens              | Christophe Pélissier | Thomas Monconduit   | Adidas                | Intersport                                             |
| Angers              | Stéphane Moulin      | Ismaël Traoré       | Kappa                 | Scania (H), Bodet (A)                                  |
| Bordeaux            | Gustavo Poyet        | Jaroslav Plašil     | Puma                  | Groupe Sweetcom                                        |
| Caen                | Patrice Garande      | Julien Féret        | Umbro                 | Maisons France Confort (H), Campagne de France (A & 3) |
| Dijon               | Olivier Dall'Oglio   | Cédric Varrault     | Lotto                 | DVF, Doras, IPS                                        |
| Guingamp            | Antoine Kombouaré    | Jimmy Briand        | Patrick               | Servagroupe (H), Aroma Celte (A)                       |
| Lille               | Christophe Galtier   | Ibrahim Amadou      | New Balance           | Partouche                                              |
| Lyon                | Bruno Génésio        | Nabil Fekir         | Adidas                | Hyundai, Veolia (European)                             |
| Marseille           | Rudi García          | Dimitri Payet       | Adidas                | Orange                                                 |
| Metz                | Frédéric Hantz       | Kévin Lejeune       | Nike                  | Moselle                                                |
| Monaco              | Leonardo Jardim      | Radamel Falcao      | Nike                  | Fedcom                                                 |
| Montpellier         | Michel Der Zakarian  | Vitorino Hilton     | Nike                  | Sud de France                                          |
| Nantes              | Claudio Ranieri      | Léo Dubois          | Umbro                 | Synergie                                               |
| Nice                | Lucien Favre         | Dante               | Macron                | Mutuelles du Soleil, 7天酒店 (European)                |
| Paris Saint-Germain | Unai Emery           | Thiago Silva        | Nike                  | Emirates                                               |
| Rennes              | Sabri Lamouchi       | Benjamin André      | Puma                  | Samsic                                                 |
| Saint-Étienne       | Jean-Louis Gasset    | Loïc Perrin         | Le Coq Sportif        | EoviMcd Mutuelle                                       |
| Strasbourg          | Thierry Laurey       | Ernest Seka         | Hummel                | ÉS Énergies                                            |
| Toulouse            | Mickaël Debève       | Christopher Jullien | Joma                  | Triangle Interim                                       |
| Troyes              | Jean-Louis Garcia    | Benjamin Nivet      | Kappa                 | Babeau Seguin                                          |

## Clasament
| Poz | Equipă        | Pct | MJ | V  | E  | Î  | GM  | GP | G   | Promovare sau retrogradare                  |
| --- | ------------- | --- | -- | -- | -- | -- | --- | -- | --- | ------------------------------------------- |
| 1   | PSG (C)       | 93  | 38 | 29 | 6  | 3  | 108 | 29 | +79 | Liga Campionilor UEFA 2018–19 Faza grupelor |
| 2   | Monaco        | 80  | 38 | 24 | 8  | 6  | 85  | 45 | +40 | Liga Campionilor UEFA 2018–19 Faza grupelor |
| 3   | Lyon          | 78  | 38 | 23 | 9  | 6  | 87  | 43 | +44 | Liga Campionilor 2018–19 Runda play-off     |
| 4   | Marseille     | 77  | 38 | 22 | 11 | 5  | 80  | 47 | +33 | UEL 2018-2019                               |
| 5   | Rennes        | 58  | 38 | 16 | 10 | 12 | 50  | 44 | +6  |                                             |
| 6   | Bordeaux      | 55  | 38 | 16 | 7  | 15 | 53  | 48 | +5  |                                             |
| 7   | Saint-Etienne | 55  | 38 | 15 | 10 | 13 | 47  | 50 | −4  |                                             |
| 8   | Nice          | 54  | 38 | 15 | 9  | 14 | 53  | 52 | +1  |                                             |
| 9   | Nantes        | 52  | 38 | 14 | 10 | 14 | 36  | 41 | −5  |                                             |
| 10  | Montpellier   | 51  | 38 | 11 | 18 | 9  | 36  | 33 | +3  |                                             |
| 11  | Dijon         | 48  | 38 | 13 | 9  | 16 | 55  | 73 | −18 |                                             |
| 12  | Dijon         | 47  | 38 | 12 | 11 | 15 | 48  | 59 | −11 |                                             |
| 13  | Amiens        | 45  | 38 | 12 | 9  | 17 | 37  | 42 | −5  |                                             |
| 14  | Angers        | 41  | 38 | 9  | 14 | 15 | 42  | 52 | −10 |                                             |
| 15  | Strasbourg    | 38  | 38 | 9  | 11 | 18 | 44  | 67 | −23 |                                             |
| 16  | Caen          | 38  | 38 | 10 | 8  | 20 | 27  | 52 | −25 |                                             |
| 17  | Lille         | 38  | 38 | 10 | 8  | 20 | 41  | 67 | −26 |                                             |
| 18  | Toulouse      | 37  | 38 | 9  | 10 | 19 | 38  | 54 | −16 | Play-off pentru a evita retrogadarea        |
| 19  | Troyes        | 33  | 38 | 9  | 6  | 23 | 32  | 59 | −27 | Retrogadare în Ligue 2                      |
| 20  | Metz          | 26  | 38 | 6  | 8  | 24 | 34  | 76 | −42 | Retrogadare în Ligue 2                      |

## Rezultate
| Acasă \ Deplasare   | AMI | ANG | BOR | CAE | DIJ | GUI | LIL | OL  | OM  | MET | ASM | MHS | FCN | NIC | PSG | REN | STE | STR | TFC | TRO |
| ------------------- | --- | --- | --- | --- | --- | --- | --- | --- | --- | --- | --- | --- | --- | --- | --- | --- | --- | --- | --- | --- |
| Amiens              | —   | 0–2 | 1–0 |     | 2–1 |     | 3–0 | 1–2 | 0–2 |     | 1–1 |     | 0–1 | 3–0 |     |     |     |     |     |     |
| Angers              |     | —   | 2–2 |     | 2–1 |     | 1–1 | 3–3 |     | 0–1 |     | 1–1 |     |     | 0–5 | 1–2 |     |     | 0–1 |     |
| Bordeaux            |     |     | —   |     |     | 3–1 |     |     | 1–1 | 2–0 | 0–2 | 0–2 | 1–1 |     |     |     | 3–0 | 0–3 | a   | 2–1 |
| Caen                | 1–0 | 0–2 | 1–0 | —   | 2–1 | 0–0 |     | 1–2 |     | 1–0 |     |     |     | 1–1 |     |     | 0–1 |     |     | 1–0 |
| Dijon               |     |     | 3–2 |     | —   |     | 3–0 |     |     |     | 1–4 | 2–1 | 1–0 |     | 1–2 |     | 0–1 | 1–1 | 3–1 | 3–1 |
| Guingamp            | 1–1 | 1–1 |     |     | 4–0 | —   | 1–0 |     |     |     |     | 0–0 |     |     | 0–3 | 2–0 | 2–1 | 2–0 | 1–1 |     |
| Lille               |     |     | 0–0 | 0–2 |     |     | —   |     | 0–1 |     | 0–4 |     | 3–0 | 1–1 |     |     | 3–1 |     | 1–0 | 2–2 |
| Lyon                |     |     | 3–3 |     | 3–3 | 2–1 | 1–2 | —   | 2–0 | 2–0 | 3–2 | 0–0 |     |     |     |     | a   | 4–0 |     |     |
| Marseille           |     | 1–1 |     | 5–0 | 3–0 | 1–0 |     | a   | —   |     |     |     |     |     | 2–2 | 1–3 | 3–0 |     | 2–0 | 3–1 |
| Metz                | 0–2 |     |     |     | 1–2 | 1–3 | 0–3 |     | 0–3 | —   | 0–1 |     |     |     | 1–5 | 1–1 |     | 3–0 |     | 0–1 |
| Monaco              |     | 1–0 |     | 2–0 |     | 6–0 |     |     | 6–1 |     | —   | 1–1 |     | a   | 1–2 | 2–1 |     | 3–0 | 3–2 | 3–2 |
| Montpellier         | 1–1 |     |     | 1–0 |     |     | 3–0 |     | 1–1 | 1–3 |     | —   | 0–1 | 2–0 | 0–0 | 0–1 |     | 1–1 |     |     |
| Nantes              |     | 1–0 |     | 1–0 |     | 2–1 |     | 0–0 | 0–1 | 1–0 | 1–0 |     | —   | 1–2 |     | a   |     |     | 2–1 |     |
| Nice                |     | 2–2 | 1–0 |     | 1–0 | 2–0 |     | 0–5 | 2–4 | 3–1 | 4–0 |     |     | —   |     |     |     | 1–2 |     | 1–2 |
| Paris Saint-Germain | 2–0 | 5–0 | 6–2 | 3–1 |     |     | 3–1 | 2–0 | a   |     |     |     | 4–1 | 3–0 | —   |     | 3–0 |     | 6–2 | 2–0 |
| Rennes              | 2–0 |     | 1–0 | 0–1 | 2–2 | a   | 1–0 | 1–2 |     |     |     |     | 2–1 | 0–1 | 1–4 | —   |     |     |     |     |
| Saint-Étienne       | 3–0 | 1–1 |     |     |     |     |     | 0–5 |     | 3–1 | 0–4 | 0–1 | 1–1 | 1–0 |     | 2–2 | —   | 2–2 |     |     |
| Strasbourg          | 0–1 | 2–2 |     | 0–0 |     |     | 3–0 |     | 3–3 |     |     |     | 1–2 |     | 2–1 | 2–1 |     | —   | 2–1 |     |
| Toulouse            | 1–0 |     | 0–1 | 2–0 |     |     |     | 1–2 |     | 0–0 |     | 1–0 |     | 1–2 |     | 3–2 | 0–0 |     | —   |     |
| Troyes              | 1–0 | 3–0 |     |     |     | 0–1 |     | 0–5 |     |     |     | 0–1 | 0–1 |     |     | 1–1 | 2–1 | 3–0 | 0–0 | —   |

## Statistici

### Golgheteri
La 28 ianuarie 2018.
| Poz. | Nume             | Club                | Goluri |
| ---- | ---------------- | ------------------- | ------ |
| 1    | Edinson Cavani   | Paris Saint-Germain | 21     |
| 2    | Neymar           | Paris Saint-Germain | 17     |
| 3    | Radamel Falcao   | Monaco              | 16     |
| 3    | Nabil Fekir      | Lyon                | 16     |
| 5    | Mario Balotelli  | Nice                | 13     |
| 5    | Mariano          | Lyon                | 13     |
| 7    | Florian Thauvin  | Marseille           | 10     |
| 7    | Karl Toko Ekambi | Angers              | 10     |
| 9    | Memphis Depay    | Lyon                | 9      |
| 9    | Kylian Mbappé    | Paris Saint-Germain | 9      |
| 9    | Nolan Roux       | Metz                | 9      |

### Hat-tricks
| Nume           | Club   | Rival | Rezultat                                            | Dată           |
| -------------- | ------ | ----- | --------------------------------------------------- | -------------- |
| Radamel Falcao | Monaco | Dijon | 4–1 Arhivat în 17 aprilie 2018, la Wayback Machine. | 13 august 2017 |

#### Porți la 0
La 16 October 2017.
| Poz. | Nume                | Club                | Porți la 0 |
| ---- | ------------------- | ------------------- | ---------- |
| 1    | Alphonse Areola     | Paris Saint-Germain | 5          |
| 1    | Ciprian Tătărușanu  | Nantes              | 5          |
| 3    | Benjamin Lecomte    | Montpellier         | 4          |
| 3    | Stéphane Ruffier    | Saint-Étienne       | 4          |
| 3    | Rémy Vercoutre      | Caen                | 4          |
| 6    | Yoan Cardinale      | Nice                | 3          |
| 6    | Benoît Costil       | Bordeaux            | 3          |
| 6    | Karl-Johan Johnsson | Guingamp            | 3          |
| 6    | Alban Lafont        | Toulouse            | 3          |
| 6    | Steve Mandanda      | Marseille           | 3          |